# Libro de horas de Carlos de Angulema

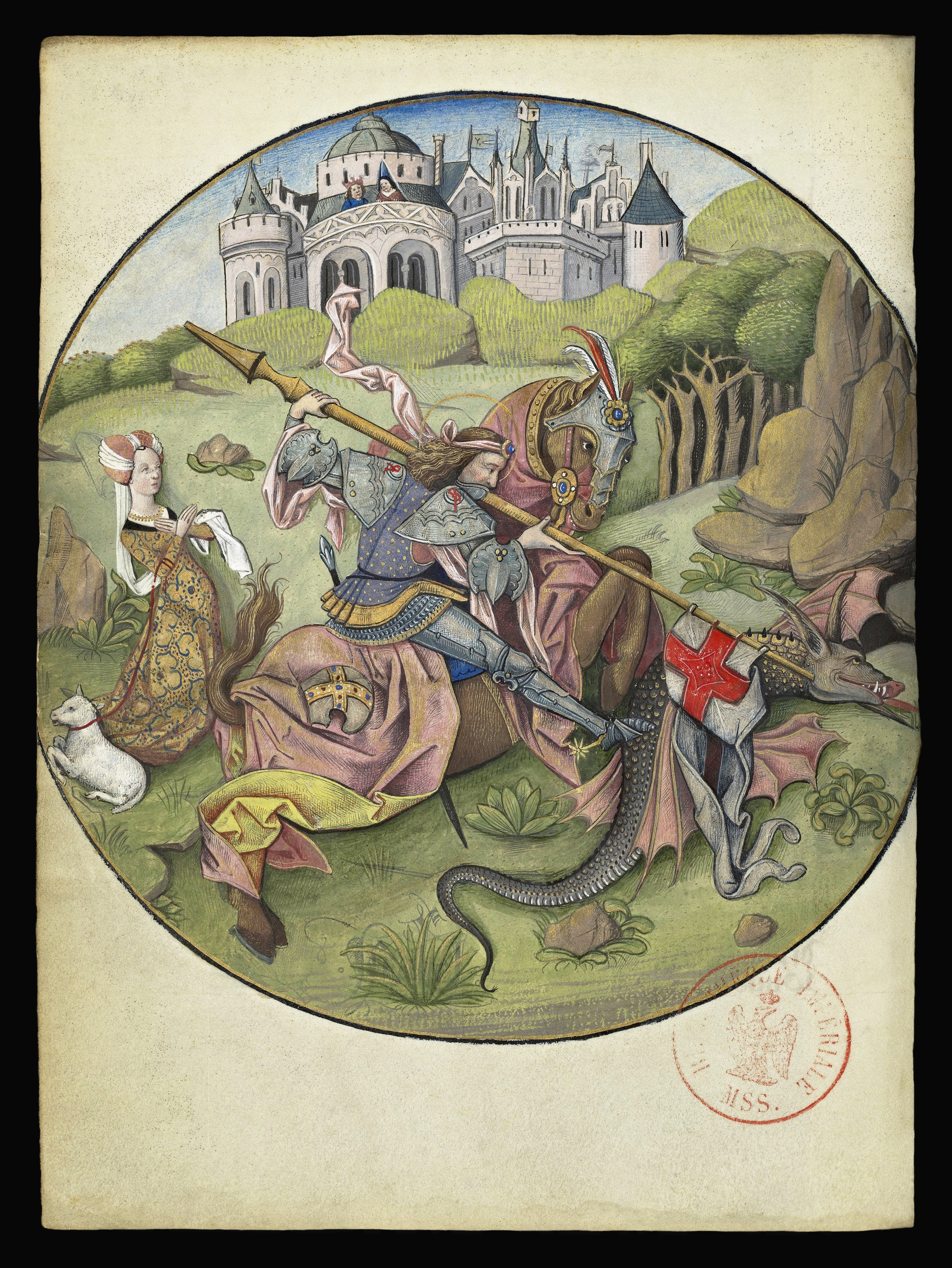
Libro de horas de Carlos de Angulema, f. 53v

El libro de horas de Carlos de Angulema es un libro de horas encargado por Carlos de Angulema, padre de Francisco I. Se conserva en la Bibliothèque nationale de France de París, bajo la signatura Latin 1173.  
Está compuesto por 230 folios y contiene 38 miniaturas.